# Vincas Krėvė-Mickevičius
Vincas Mickevičius, född 19 oktober 1882, död 17 juli 1954, mer känd under sin pseudonym Vincas Krėvė-Mickevičius, var en litauisk författare, poet, dramatiker och filolog. Han är även känd som Vincas Krėvė, det kortare namnet som han använde i USA.

## Biografi
Mickevičius föddes i en lantbrukarfamilj 19 oktober 1882, i Subartinys i Merkine. Hans familj kallades Krėvė av folket i trakten, ett namn som han senare använde som pseudonym. Sedvänjor och traditioner han mindes från sin barndom var en konstant källa till inspiration för hans litterära arbete.
1898 påbörjade han teologiska studier vid Vilnius Seminarium, men år 1900 avslutade han sina studier i förtid. 1904 påbörjade han studier i slavistik vid Kievs universitet. Ett år senare stängdes universitetet på grund av de revolutionära stämningarna som rådde i Tsarryssland och Mickevičius fortsatte sina studier vid Lvivs universitet i Galizien, som vid den tiden var en del av Kejsardömet Österrike. 1908 doktorerade han i filologi.
1909 började Mickevičius arbeta som lärare i Baku i Azerbajdzjan. Tre år senare var han med och grundade Universitetet i Baku, och gav föreläsningar där.
Litauen blev självständigt 1918 och ett år senare blev Mickevičius Litauens konsul i Azerbajdzjan. 1920 återvände han till Litauen och bosatte sig i Kaunas som vid den tiden var tillfällig huvudstad.
När Kaunas universitet grundades 1922 blev Mickevičius professor i slaviska språk och litteratur, och blev kvar på fakulteten fram till 1939.
Hans första försök med författande gjordes vid femton års ålder, först på ryska och polska men efter 1902 skrev han på litauiska. Den första volymen av hans samlade verk gavs ut 1921; då var han en välkänd och respekterad författare. Han var även redaktör för ett flertal akademiska och litterära skrifter.
År 1940 var han utrikesminister och blev insatt i Sovjetunionens planer på att annektera Litauen.
Efter nazisternas ockupation av Litauen 1941 och stängningen av högre utbildningsinstitutioner 1943 gick Mickevičius under jord. Efter sovjetstyrkornas återockupation av Litauen 1944 flydde han landet och hamnade i ett flyktingläger i Glasenbach, nära Salzburg. Där undervisade han vid en lokal skola. 1947 blev han assisterande professor i slaviska språket och litteraturen vid  University of Pennsylvania fram till 1953, det år då han gick i pension. 17 juli 1954 dog han i Media utanför Philadelphia.